# Segregazione razziale
La segregazione razziale è una pratica che consiste nella restrizione dei diritti civili su base razzista. È caratterizzata dalla separazione delle persone nella vita quotidiana e può ripercuotersi su varie attività, come ad esempio mangiare in un ristorante, bere da una fontana, usare i servizi igienici, frequentare la scuola, andare al cinema, o affittare o acquistare una casa. Spesso inibisce i cosiddetti matrimoni misti e può coinvolgere la divisione geografica della popolazione nonché l'utilizzo separato di istituzioni sociali come scuole e ospedali. La segregazione razziale può essere stabilita per legge o derivare da abitudini sociali in un clima di odio che può arrivare fino a manifestazioni di estrema violenza come il linciaggio. Fornisce un metodo per mantenere i vantaggi economici ed il superiore status sociale del gruppo politico dominante. Quando le persone tendono ad associarsi o fare affari esclusivamente con persone che riconoscono come appartenenti alla loro "razza", alcuni preferiscono parlare di separatismo razziale o di "separazione razziale de facto" anziché di segregazione.

## Casi storici

### L'Inghilterra degli anglosassoni
Un sistema simile all'apartheid esisteva probabilmente in Inghilterra al tempo della dominazione degli anglosassoni. Prevedeva restrizioni ai matrimoni misti ed ebbe come risultato il decremento della popolazione dei Britanni a favore delle popolazioni di stirpe germanica. Secondo una ricerca condotta dallo University College di Londra, i colonizzatori anglosassoni acquisirono sostanzialmente un vantaggio socioeconomico rispetto ai britanni che avevano popolato l'attuale Inghilterra per più di 300 anni dalla metà del V secolo. D'altro canto, Stephen Oppenheimer e Bryan Sykes sostengono che gli anglosassoni ebbero un impatto genetico relativamente esiguo sull'Inghilterra.

### La Spagna dei Visigoti
La prima parte del periodo visigotico fu caratterizzata da un sistema di "apartheid". I matrimoni misti fra i Visigoti e nativi abitanti dell'Impero romano furono proibiti in Gallia e Spagna fra la fine del V secolo e l'inizio del VI secolo. I Visigoti e gli Ispano-Romani erano separati; ciascun popolo aveva i propri sacerdoti e le proprie chiese, i propri tribunali, giudici e i propri magistrati.

### Segregazione antisemita
Gli ebrei in Europa occidentale generalmente erano costretti, dalla legge oppure dalle usanze, a vivere nei ghetti e nelle shtetl (parola yiddish che significa cittadina). Nell'Impero russo, gli ebrei erano obbligati a risiedere in speciali Zone di insediamento, alla frontiera occidentale dell'Impero, corrispondente oggi a Polonia, Lituania, Bielorussia, Ucraina e Moldavia.. Già all'inizio del XX secolo, la maggioranza degli ebrei europei viveva nelle Zone di insediamento.
In Marocco gli ebrei furono confinati nelle mellah a partire dal XV secolo. Nelle città la mellah era circondata da mura e da porte. Invece, le mellah rurali erano villaggi separati abitati solo da ebrei.
A metà del XIX secolo, J. J. Benjamin descrisse la vita degli ebrei in Persia:

### Dinastia Qing in Cina
Dopo la loro conquista della Cina e l'affermazione della dinastia Qing nel 1644, i manciù erano profondamente consapevoli della loro minoranza. Perseguirono una severa politica di segregazione razziale fra i manciù e i mongoli da una parte e gli Han dall'altra. Questa segregazione etnica ebbe ragioni culturali ed economiche: i matrimoni misti furono proibiti per preservare le tradizioni manciù e minimizzare la sinizzazione. Inoltre, nel 1668 a tutti i cinesi Han fu vietato di insediarsi in Manciuria.
La politica di segregazione trovava applicazione direttamente nelle Bandiere (speciali divisioni amministrative riservate ai manciù), la maggior parte delle quali occupava una zona separata e recintata all'interno di una città. In città in cui c'erano limiti di spazio, come a Qingzhou (青州), una nuova città fortificata fu appositamente costruita per ospitare la Bandiera con le famiglie. A Pechino, residenza imperiale, il reggente Dorgon dispose che l'intera popolazione cinese fosse forzosamente trasferita nella parte meridionale della città, che divenne nota con il nome di "Cittadella Esterna" (外城 wàichéng). La parte settentrionale circondata da mura era chiamata la "Cittadella Interna" (內城 nèichéng) e suddivisa fra le restanti otto Bandiere manciù, ciascuna responsabile della sorveglianza di un settore della Cittadella Interna attorno alla Città Proibita (紫禁城 Zǐjìnchéng).
Mentre i manciù seguivano la struttura di governo della precedente dinastia Ming, la loro politica etnica prevedeva la divisione delle cariche fra nobili manciù e dignitari Han che avevano ottenuto i massimi voti negli esami di stato. Gli imperatori Qing fecero sì che tutte le decisioni importanti fossero decise dalla "Corte Interna", che era dominata dalla famiglia imperiale e dalla nobiltà manciù ospitata nella parte settentrionale della Città Proibita.
Fu solo nel XIX secolo che la segregazione iniziò ad infrangersi e nel XX secolo i manciù si fusero con il resto della popolazione cinese.

### America latina
Molti paesi dell'America Latina hanno caste basate sulla classificazione per razza e miscugli di razze. Si è sviluppata un'intera nomenclatura, che include i termini familiari "mulato" (mulatto), "mestizo" e "zambo". Il sistema delle caste fu imposto durante il dominio coloniale dagli Spagnoli, che avevano utilizzato una forma di divisione in caste in Spagna prima dell'espulsione di ebrei e musulmani (1492). Mentre molti paesi latinoamericani hanno da molto tempo resa la divisione in caste ufficialmente illegale mediante la legislazione, generalmente al tempo dell'indipendenza dalla Spagna, il pregiudizio basato sui gradi di distanza razziale dagli antenati spagnoli combinato allo status socioeconomico rimane un'eco del sistema delle caste coloniale.

### Germania nazista (1933-1945)
Il bando dei matrimoni interrazziali era parte delle leggi di Norimberga promulgate dai nazisti in Germania contro gli ebrei tedeschi negli anni 1930. Le leggi proibivano i matrimoni fra gli ebrei e gli ariani, considerati appartenenti a razze diverse.
Nel Governatorato di Polonia nel 1940, la popolazione fu divisa in gruppi differenti, ciascuno con diversi diritti, razioni alimentari, quartieri urbani, mezzi di trasporto pubblico, ecc. Tali gruppi erano: tedeschi, ucraini, polacchi, polacchi della montagna (Goralenvolk, in un tentativo di frazionare l'identità polacca), casciubi (Kaschobenvolk, in un altro tentativo simile, ma meno riuscito), ebrei, omosessuali, rom e testimoni di Geova.

Una stella di Davide, contrassegno obbligatorio per gli ebrei nella Germania nazista

Durante gli anni '30 e fino al 1945, gli ebrei in Germania e negli stati occupati dai nazisti avevano l'obbligo di indossare un distintivo giallo o la stella di David, ed erano, insieme agli zingari discriminati dalle leggi razziali. I dottori e i professori ebrei non potevano rispettivamente curare pazienti ariani o insegnare ad allievi ariani. Gli ebrei non potevano neppure servirsi dei mezzi pubblici, eccetto dei traghetti e potevano acquistare solo in negozi per ebrei. Dopo la Notte dei cristalli, gli ebrei furono multati di 1.000.000 di Reichsmark. Gli ebrei e gli zingari subirono il genocidio come gruppi razziali durante la Shoah/Porajmos. I nazisti istituirono i ghetti per confinare gli ebrei, i rom, e altre categorie in quartieri sovraffollati delle città dell'Europa orientale, trasformandoli di fatto in campi di concentramento. Il Ghetto di Varsavia era il più grande, con 400.000 persone, ed era seguito dal Ghetto di Łódź, con 160.000.
Fra il 1939 e il 1945, almeno 1,5 milioni di cittadini polacchi furono trasferiti nel Reich per i lavori forzati, contro la loro volontà (in tutto, furono impiegati circa 12 milioni di forzati nella Germania nazista). Sebbene la Germania nazista ricorresse anche a lavoratori forzati dall'Europa occidentale, i polacchi, come altri popoli dell'Europa orientale, erano considerati razzialmente inferiori, ed erano sottoposti a più gravi forme di discriminazione. Erano obbligati ad indossare contrassegni viola con una P cucita sui loro abiti, dovevano rispettare un coprifuoco ed erano esclusi dai mezzi di trasporto pubblico. Mentre il trattamento degli operai e dei braccianti spesso variava secondo il datore di lavoro, la manodopera polacca di regola era obbligata ad orari di lavoro più lunghi e a salari minori; in molte città, erano obbligati a vivere in campi separati recintati da filo spinato. I rapporti sociali con i tedeschi al di fuori del lavoro era vietati, e i rapporti sessuali erano puniti con la condanna a morte.

### Rhodesia (XX secolo)
La colonia britannica della Rhodesia (oggi Zimbabwe), sotto Ian Smith, leader del governo della minoranza bianca, dichiarò unilateralmente l'indipendenza nel 1965. Nei seguenti 15 anni, la Rhodesia fu soggetta il governo della minoranza bianca fino a quando le sanzioni internazionali obbligarono Smith a indire elezioni multirazziali, dopo un breve periodo di dominio britannico nel 1979. Le leggi di segregazione erano state promulgate prima del 1965, sebbene molte istituzioni le lasciassero inapplicate. Una battaglia legale fortemente pubblicizzata si ebbe nel 1960, in favore dell'apertura di un teatro aperto a tutte le razze ("The Battle of the Toilets").

### Sudafrica (XX secolo)

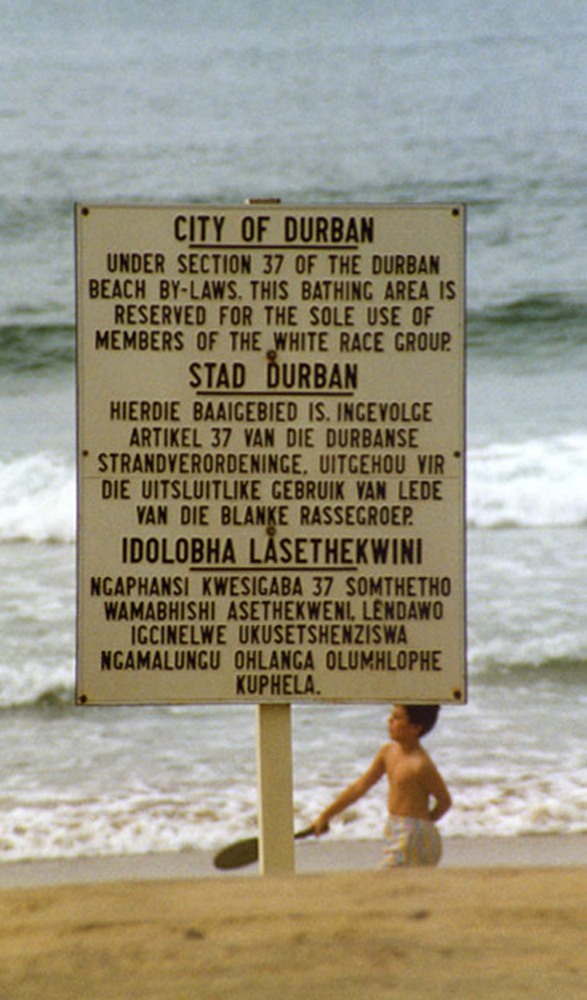
"Petty apartheid": cartello sulla spiaggia di Durban in inglese, afrikaans e zulu.

L'apartheid era un sistema in vigore in Sudafrica per più di quarant'anni, sebbene la parola stessa risale agli anni 1910 e non ufficialmente a periodi ancora precedenti. L'apartheid fu formalizzato negli anni che seguirono la vittoria del National Party nelle elezioni del 1948 riservate ai soli bianchi, e fu applicato con maggiore sistematicità durante il governo del primo ministro Hendrik Frensch Verwoerd, rimanendo in vigore fino al 1994. Esempio di apartheid fu la proibizione di matrimoni misti nel 1951. L'apartheid fu abolito in seguito ad un rapido mutamento dell'opinione pubblica circa la segregazione razziale e ad un boicottaggio economico contro il Sudafrica che incrinò e minacciò di distruggere l'economia del paese.

### Stati Uniti (XIX-XXI secolo)
Dopo che il Tredicesimo emendamento abolì la schiavitù negli Stati Uniti, la discriminazione razziale fu regolamentata dalle cosiddette Leggi Jim Crow, che prevedevano una severa divisione delle razze. Sebbene queste leggi fossero state istituite subito dopo la fine degli scontri, furono ufficialmente formalizzate dopo la fine della Ricostruzione repubblicana negli anni 1870 e 1880 durante il periodo noto come il nadir del razzismo americano. Questa segregazione legalizzata durò fino agli anni 1960, soprattutto a causa del potere dei Democratici sudisti.

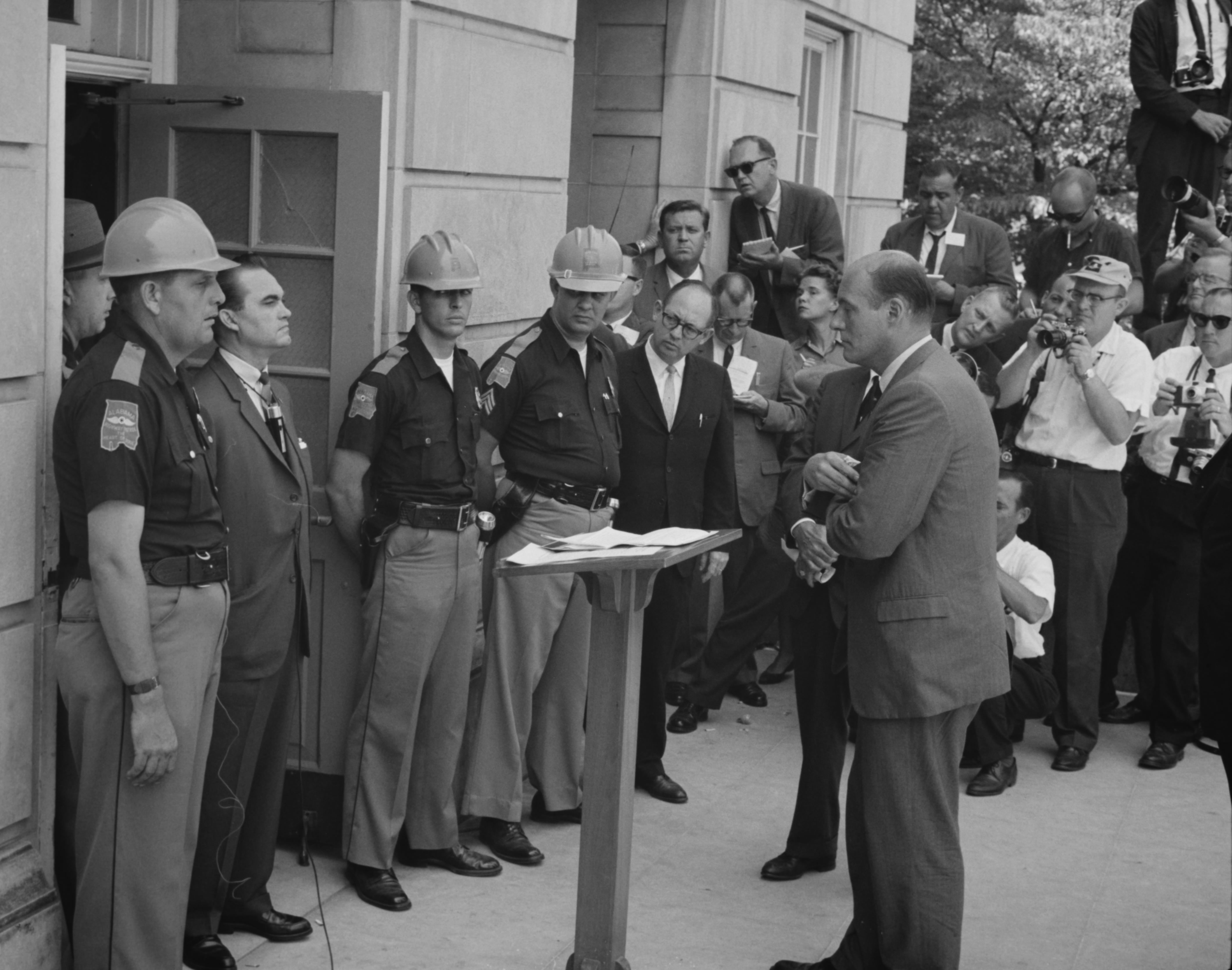
Il governatore George Wallace tenta di bloccare l'iscrizione di studenti neri all'Università dell'Alabama.

La segregazione razziale istituzionalizzata terminò come pratica ufficiale grazie all'impegno degli attivisti per i diritti civili come Clarence Mitchell, Rosa Parks e Martin Luther King Jr., operante durante il periodo fra la fine della Seconda guerra mondiale fino all'approvazione del Civil Rights Act nel 1964 e del Voting Rights Act nel 1965 sostenuta dal presidente Lyndon B. Johnson. Molti dei loro sforzi si concretizzarono in atti di disobbedienza civile non violenti volti a ostacolare l'applicazione di regolamenti e leggi di segregazione razziale, come il rifiuto di cedere ad un bianco un posto a sedere su un autobus nella parte riservata ai neri (Rosa Parks) o sit-in di fronte a ristoranti riservati ai bianchi. Dal 1967, con il caso del matrimonio tra la donna di colore Mildred Loving e il bianco Richard Perry Loving, che fu permesso con una sentenza della Corte Suprema, si poterono eliminare in ogni stato le leggi contro i matrimoni misti.
Entro il 1968 tutte le forme di segregazione erano state dichiarate incostituzionali dalla Corte Suprema ed entro il 1970, il sostegno per la segregazione legale si era dissolto. La discriminazione razziale divenne illegale nelle scuole, sul lavoro, nell'esercito e nella pubblica amministrazione. Bagni, fontane e scuole separate sparirono e il movimento per i diritti civili ebbe il sostegno dell'opinione pubblica.
Da allora, gli afro-americani hanno avuto un ruolo significativo come sindaci, governatori e magistrati sia negli stati del Sud sia in quelli del Nord e a livello nazionale come membri della Corte Suprema, della Camera dei Rappresentanti e del Senato e al governo. Non tutte le leggi razziali sono state abrogate, sebbene i pronunciamenti della Corte Suprema le abbiano rese prive di vigore e di applicazione illegale. Ad esempio, la costituzione dell'Alabama prevede ancora che siano istituite scuole separate per bambini bianchi e di colore e che a nessun bambino sia permesso di frequentare la scuola dell'altra razza. Una proposta di abrogare l'articolo relativo fu sconfitta di misura nel 2004.
Il redlining è la pratica di negare o di esigere costi maggiorati per alcuni servizi, come servizi bancari, assicurazioni, accesso al lavoro, accesso al sistema sanitario, o perfino supermercati ai residenti di alcune, spesso connotate razzialmente. La più devastante forma di redlining, e anche l'uso più diffuso del termine, si riferisce alla discriminazione sulle ipoteche. Nei successivi vent'anni, una serie di verdetti giudiziari e di leggi federali, compreso lo Home Mortgage Disclosure Act e misure per porre termine alla discriminazione sulle ipoteche nel 1975, resero de iure illegali la segregazione razziale e la discriminazione negli Stati Uniti, sebbene de facto la segregazione e la discriminazione si siano dimostrate più resilienti. Secondo il Civil Rights Project all'Università di Harvard, l'effettiva desegregazione nelle scuole pubbliche statunitensi raggiunse un picco alla fine degli anni Ottanta; in seguito, le scuole tornarono ad essere più segregate, a causa della segregazione urbana in cui i bianchi sono dominanti nelle zone residenziali e le minoranze nei centri urbani. Nel 2005, la proporzione di studenti neri nelle scuole a maggioranza bianca inferiore era la più bassa registrata dal 1968. 

## Segregazione contemporanea

### Repubblica Dominicana
Nessuno degli immigrati haitiani può avere accesso alla nazionalità dominicana, impedendo l'accesso all'istruzione e ai servizi economici. Secondo The New York Times, gruppi per i diritti umani e Amnesty International, non vengono rilasciati certificati di nascita per i figli nati da entrambi i genitori haitiani privi di permesso di residenza dominicano. L'attivista per i diritti umani Solange Pierre ha vinto il Robert F. Kennedy Human Rights Award nel 2006 per la lotta contro questa discriminazione. Sono state riportate tensioni fra le due nazionalità nella Repubblica Dominicana e periodici combattimenti ed episodi di violenza commessi da dominicani a danno degli haitiani. Il fenomeno è descritto come antihaitianismo, dovuto alla tensione tra la Repubblica Dominicana e la confinante Haiti.
Il documentario "The Price of Sugar" testimonia l'attuale situazione per la manodopera haitiana che vive nella Repubblica Dominicana. In Europa ci sono state richieste per un boicottaggio turistico ed economico della Repubblica Dominicana. Organizzazioni non-governative minori hanno avanzato le stesse istanze negli Stati Uniti. Tuttavia il presidente di Haiti e i suoi ambasciatori nella Repubblica Dominicana e in Francia hanno smentito le accuse sollevate dal film, eccependo che dominicani poveri senza origine haitiana vivono in condizioni uguali o peggiori a quelle degli haitiani.

### Figi
Due colpi di stato militari a Figi nel 1987 deposero il governo guidato dai figiani, ma sostenuto anche dall'elettorato indo-figiano (etnicamente indiano). La nuova costituzione promulgata nel 1990 stabilisce Figi come una repubblica, con le cariche di presidente, primo ministro, due-terzi dei senatori e la maggioranza dei deputati riservati all'etnia figiana, cui è concessa anche l'esclusiva proprietà della terra. Il caso di Figi rappresenta una situazione di segregazione etnica de facto. Figi ha una lunga storia con più di 3.500 anni di nazione divisa tribalmente. L'unità sotto il governo britannico per 96 anni incluse altri gruppi etnici, in particolare gli immigrati dal sub-continente indiano. La giovane democrazia di Fiji indipendente è stata ostacolata dalle tensioni a livello politico fra i figiani autoctoni e gli indo-figiani e dalle differenze fra le provincie.

### India
In India gli Indoari, di pelle chiara, giunti dalle steppe come conquistatori e classe dominante, applicarono una religione basata sulla netta separazione tra essi e gli abitanti originali (di pelle scura), chiamate "caste"; col tempo tuttavia la distinzione razziale si è fatta meno netta a causa della mescolanza (seppur proibita) tra persone di caste diverse, pur restando tutt'oggi valida socialmente. Successivamente nel paese ebbe facile attecchimento tra le caste inferiori la religione islamica, come rivolta contro il sistema delle caste. Alcuni attivisti ritengono che il sistema delle caste indù sia una forma di discriminazione razziale. I partecipanti della Conferenza contro il Razzismo delle Nazioni Unite di Durban del marzo 2001, hanno condannato la discriminazione causata dal sistema delle caste e hanno appoggiato l'approvazione di una risoluzione dichiarante che le caste come base della segregazione e dell'oppressione dei popoli sulla base delle loro origini e del loro lavoro sono una forma di apartheid. Comunque, una risoluzione in questo senso non è stata approvata.
L'atteggiamento dell'India verso i dalit è stato descritto da alcuni studiosi come "apartheid nascosto".
Critiche a queste accuse sono suffragate dal netto miglioramento dei diritti dei dalit (un tempo "intoccabili") previsti nella Costituzione indiana (scritta principalmente da un dalit, Ambedkar) e dal fatto che l'India abbia avuto un presidente dalit, K.R. Narayanan e la scomparsa di pratiche discriminatorie nella vita pubblica urbana..
Queste accuse di apartheid sono considerate dai sociologi come un epiteto politico, perché l'apartheid comporta la discriminazione da parte dello stato, e una cosa simile non esiste in India. L'India è una repubblica democratica, la cui Costituzione sottolinea l'importanza dell'illegalità della discriminazione tra le caste, specialmente per quanto riguarda l'intoccabilità. Inoltre, il codice penale indiano prevede gravi pene per chi discrimina sulla base delle caste. Tuttavia ciò non toglie che ancor oggi la casta di nascita rappresenta un marchio sociale indelebile che determina il percorso esistenziale di ogni indù. Il pregiudizio e la discriminazione contro i dalit è una malessere sociale presente soprattutto nelle zone rurali, dove piccole comunità possono tener traccia della discendenza delle persone e discriminarle di conseguenza. I sociologi Kevin Reilly, Stephen Kaufman, Angela Bodino, pur criticando il sistema delle caste, giungono alla conclusione che l'India odierna non pratica nessun tipo di apartheid, poiché nessuna forma di discriminazione è sancita dalla legge. Questi sociologi scrivono che il sistema delle caste in India non è apartheid. Infatti, gli intoccabili, così come le popolazioni tribali e i membri delle caste inferiori beneficiano di programmi di "affirmative action" e stanno acquisendo un maggior peso politico.
Le stesse accuse di apartheid sono state respinte da molti sociologi come Andre Béteille, che scrive che trattare il sistema delle caste come una forma di razzismo è politicamente scorretto e ancor peggio, una sciocchezza dal punto di vista scientifico, perché non c'è alcuna differenza razziale fra i brahmini e le caste inferiori. Lo stesso autore aggiunge che "Un gruppo sociale non può essere considerato come una razza solo per proteggerlo dal pregiudizio e dalla discriminazione". Tuttavia è certo che all'origine della distinzione in caste vi era la discriminazione razziale tra la classe dominante aria e quella subordinata australoide, che col passare del tempo si sono geneticamente mescolate (nonostante il sistema castale lo proibisse), anche se tutt'oggi le caste inferiori sono via via tendenzialmente più scure di quelle superiori.
Anche la sociologa pakistano-americana Ayesha Jalal respinge queste accuse. Nel suo libro, Democracy and Authoritarianism in South Asia (Democrazia e autoritarismo nell'Asia meridionale), scrive che "Per quanto concerne l'induismo, i principi gerarchici dell'ordine sociale brahmanico sono sempre stati contestati dall'interno della società indù, suggerendo che l'eguaglianza è stata e continua ad essere apprezzata e praticata."

### Malaysia
L'articolo 53 della Costituzione della Malesia prevede esplicitamente la segregazione dell'etnia malay e delle altre popolazioni indigene della Malesia, chiamate bumiputra, dai non bumiputra attraverso il contratto sociale malese, con cui al primo gruppo vengono attribuiti diritti speciali e privilegi. Porre in dubbio questi diritti e privilegi è severamente proibito dalla Legge di Sicurezza Interna, legalizzata dall'articolo 10 della Costituzione della Malaysia. I suddetti privilegi si riferiscono ai diritti economici e all'istruzione dei malesi, ad esempio il Nuovo Piano Economico (NEP) (recentemente criticato da Thierry Rommel, che era a capo di una delegazione della Commissione europea per la Malesia) è un pretesto per un "significativo protezionismo" e per il mantenimento di una quota che prevede l'accesso privilegiato dell'etnia malay nelle università pubbliche. Questo sistema di segregazione, visto come una forma di apartheid dai suoi oppositori viene giustificato con il concetto della supremazia razziale del Ketuanan Melayu.

### Mauritania
La schiavitù in Mauritania è stata finalmente penalizzata nell'agosto 2007 Era già stata abolita nel 1981 sebbene stesse ancora affliggendo i discendenti dei neri africani deportati da generazioni, che ora vivono in Mauritania come "Mori neri" o haratin e che in parte sono ancora schiavi a servizio dei "Mori bianchi" o bidhan (il termine significa letteralmente "bianchi"). Il numero degli schiavi nel paese non era noto con precisione, ma era stimato superiore a 600.000 uomini, donne e bambini, pari al 20% della popolazione.
Per secoli, i cosiddetti Haratin, per lo più neri africani poveri residenti in zone rurali, sono stati considerati schiavi naturali dai mori bianchi di discendenza araba o berbera. Molti discendenti degli arabi e dei berberi ancor oggi condividono l'ideologia di supremazia razziale dei loro antenati. Quest'ideologia ha portato all'oppressione, alla discriminazione e alla riduzione in schiavitù di altri gruppi anche in Sudan e nel Sahara Occidentale. In alcuni villaggi della Mauritania ci sono moschee per aristocratici dalla pelle chiara e moschee per gli schiavi neri, che sono ancora seppelliti in cimiteri separati.

### Irlanda del Nord
A partire dalla colonizzazione del XVI secolo, i protestanti lealisti e i cattolici irlandesi hanno vissuto in uno stato ad alta segregazione nell'Irlanda del Nord, con grandi divisioni ancor oggi esistenti nel campo dell'istruzione, dell'urbanistica, di matrimoni misti e dell'occupazione.

### Yemen
Nello Yemen, le élite delle tre principali tribù arabe della regione (beduini, fellahin e hadarrin) praticano una forma non ufficiale di discriminazione: la popolazione è divisa nel ceppo arabo (classe dominante) e in neri, ritenuti di origine etiopica, chiamati "al-Akhdham" o "Khadem" (classe subalterna).

### Stati Uniti
La segregazione razziale fra bianchi e neri è in netto declino nella maggior parte delle aree metropolitane degli Stati Uniti. A fronte di questa tendenza generale, molti cambiamenti per le singole aree sono lievi. La segregazione o la separazione razziale può produrre tensioni sociali, economiche e politiche. Trent'anni dopo le battaglie per i diritti civili, la società statunitense rimane residenzialmente segregata: neri, bianchi e ispanici abitano quartieri distinti di qualità notevolmente differente.
Dan Immergluck scrisse nel 2002 che la piccola impresa dei quartieri neri riceveva ancora meno mutui. Gregory D. Squires scrisse nel 2003 che è evidente che l'appartenenza razziale ha per lungo tempo condizionato e continua a condizionare le politiche e le pratiche del settore assicurativo. Gli operai che vivono in città hanno più difficoltà a trovare lavoro rispetto a quelli che vivono nei quartieri suburbani.
Il desiderio di molti bianchi di evitare l'integrazione scolastica è stato un fattore importante nell'emigrazione bianca verso le aree suburbane. Recenti studi su San Francisco hanno mostrato che gruppi di proprietari di case tendevano ad aggregarsi per vivere vicino a gente della stessa razza e con lo stesso livello di istruzione. Nel 1990, le barriere legali a favore della segregazione erano state per lo più sostituite da un razzismo decentralizzato, in cui i bianchi pagano più dei neri per vivere in quartieri prevalentemente bianchi. Oggi, molti bianchi hanno il desiderio, e la possibilità economica, di pagare di più per vivere in un quartiere prevalentemente bianco. Abitazioni dello stesso livello nei quartieri bianchi esigono un canone di locazione più alto. Attraverso il rialzo del prezzo delle abitazioni, molti quartieri bianchi riescono effettivamente a impedire l'insediamento dei neri, perché i neri non sono disposti o non possono pagare un sovrapprezzo per abitare in un quartiere bianco. Nel corso degli anni '90, la segregazione residenziale è rimasta ai massimi livelli ed è stata definita da alcuni sociologi "ipersegregazione" o "apartheid americano"
Nel febbraio del 2005 la Corte Suprema emise un verdetto nella causa Johnson contro California secondo il quale la prassi della segregazione razziale dei detenuti da parte dell'amministrazione penitenziaria californiana - che la California rivendicò quale misura per garantire l'incolumità dei detenuti (le gang californiane generalmente sono divise su base razziale) - dev'essere soggetta allo "scrutinio severo", il supremo livello di appello previsto dalla Costituzione.

### Uzbekistan
Anche se non vi sono leggi razziste in Uzbekistan, esiste comunque una sorta di segregazione razziale nel paese ex-sovietico. L'élite bianca/"meticcia" è quella che ha più potere economico, politico e lavorativo. Questi privilegi su base razziale sono presenti anche nello sport, dal momento che la maggior parte degli atleti e atlete uzbeke gareggianti alle Olimpiadi sono sempre di "razza" bianca o "meticcia", nonostante la maggior parte della popolazione sia etnicamente asiatica o abbia discendenze arabe/persiane.